# Helicia celata
Helicia celata är en tvåhjärtbladig växtart som beskrevs av D.B. Foreman. Helicia celata ingår i släktet Helicia och familjen Proteaceae. Inga underarter finns listade i Catalogue of Life.